# 大野インターチェンジ (福井県)
大野インターチェンジ（おおのインターチェンジ）は、福井県大野市にある中部縦貫自動車道（大野油坂道路・永平寺大野道路）のインターチェンジ (IC) である。

## 道路
- E67 中部縦貫自動車道（大野油坂道路・永平寺大野道路）

## 接続する道路
- 国道157号（大野バイパスインターアクセス部） - 東約300 mで大野バイパス本線に接続。勝山市、国道158号九頭竜ダム・郡上市方面。
- 大野市道北部幹線 - 大野市街、国道158号福井市方面。

## 歴史
- 2012年（平成24年）10月26日 : IC名称が「大野IC」で正式決定[1]。
- 2013年（平成25年）3月24日 : 大野IC - 勝山IC間開通に伴い供用開始[2]。
- 2023年（令和5年）3月19日 : 勝原IC - 大野IC間開通[3]。

## 隣
E67 中部縦貫自動車道（大野油坂道路・永平寺大野道路）
荒島IC - 大野IC - 勝山IC